# FANTASTICS 佐藤大樹のぼっちマイク
『FANTASTICS 佐藤大樹のぼっちマイク』(ファンタスティックスさとうたいき - ) は、NACK5で2024年4月2日から放送されているラジオ番組。

## 概要
- FANTASTICS from EXILE TRIBEのリーダーを務める佐藤が、地元・埼玉県で担当する初の冠番組[1]。
- 本番組では、「ひとりぼっち」が大の苦手な佐藤が、ひとりご飯をはじめ、歴史やZ世代の後輩との関わり方など、自身の弱点を克服していく[1]。番組公式ハッシュタグは「#ぼっち大樹」[2]。
- 放送終了後には、ポッドキャストでアフタートークが配信される[3]。

## パーソナリティ
- 佐藤大樹 (FANTASTICS from EXILE TRIBE) - 番組内での愛称は「タチ」[4]。

## コーナー
ぼっちの流儀
ぼっちが苦手な佐藤に、リスナーが「明日からぼっちが怖くなくなる1人行動のエピソード」を教える。
絶対に忘れてやらない『先輩・後輩』とのあの日
リスナーが体験した、先輩・後輩とのいつまでも忘れられないエピソードを募集する。
タチ、これ知ってる？
不定期企画。「QOL(クオリティ・オブ・ライフ)」という言葉が初見だった佐藤に、「よく聞く言葉だけど佐藤大樹は知らないだろう」という言葉を教える。
EXPG広報部
EXPG STUDIOの生徒にZ世代について伺う。出演した生徒は以下の通り。
- 2024年5月14日：福井護一・秋本彩陽 (EXPG STUDIO OMIYA)[7]